# Veľký Folkmar
Veľký Folkmar (bis 1927 slowakisch „Veľký Folkmár“; deutsch Großvolkmar, ungarisch Nagysolymár – bis 1907 Nagyfolkmár) ist eine Gemeinde im Osten der Slowakei, mit 873 Einwohnern (Stand 31. Dezember 2024), die zum Okres Gelnica, einem Kreis des Košický kraj gehört.

## Geographie

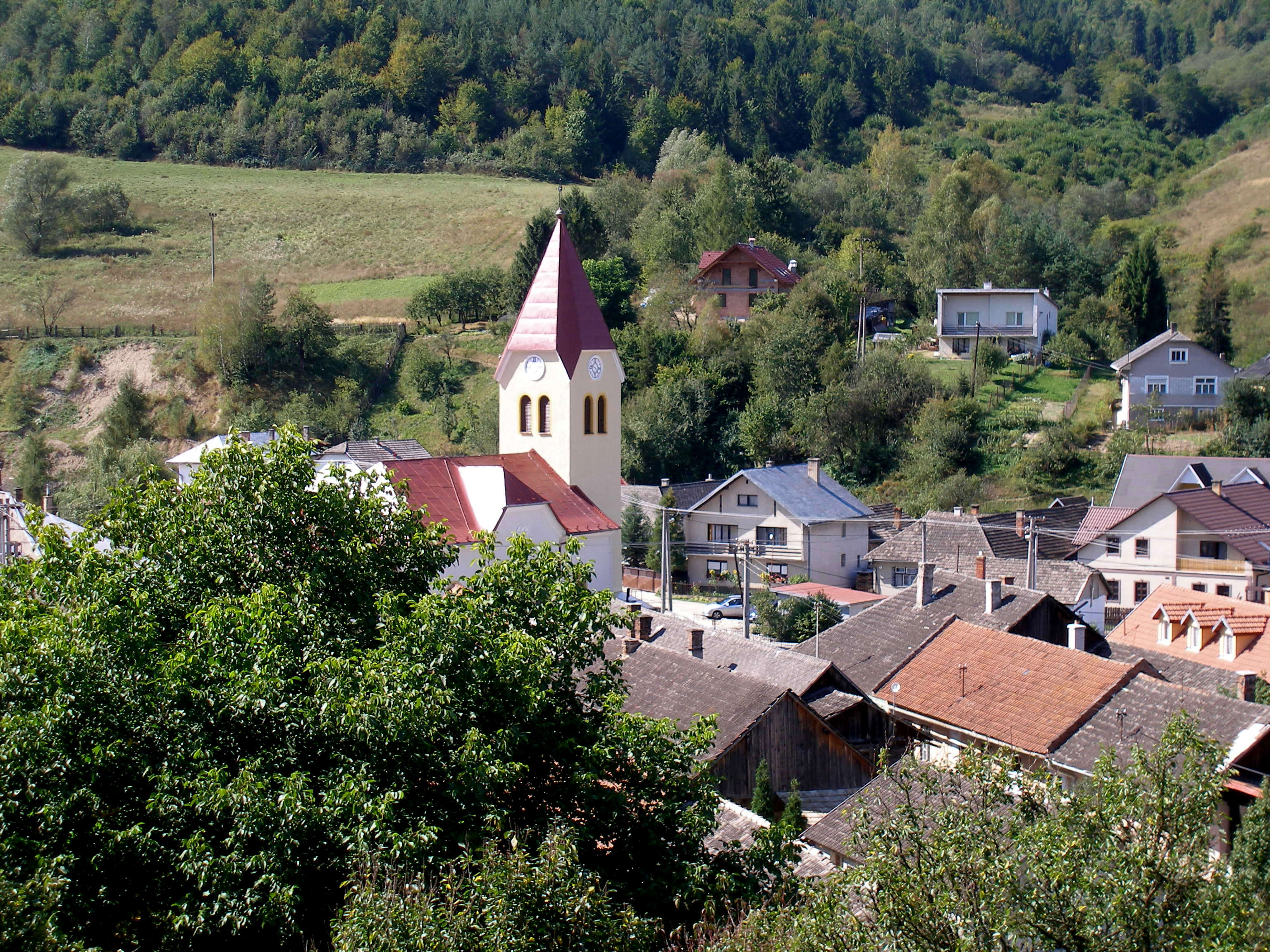
Kirche von Veľký Folkmar

Die Gemeinde liegt im Ostteil des Slowakischen Erzgebirges, genauer im Unterteil Volovské vrchy am Bach Kojšovský potok. Das Ortszentrum liegt auf einer Höhe von 370 m n.m. und der höchste Punkt des Gemeindegebiets ist die Folkmarská skala (921 m n.m.). Teilweise befindet sich der Stausee Ružín im Gemeindegebiet. Der Ort ist neun Kilometer von Gelnica sowie 28 Kilometer von Košice entfernt.

## Geschichte

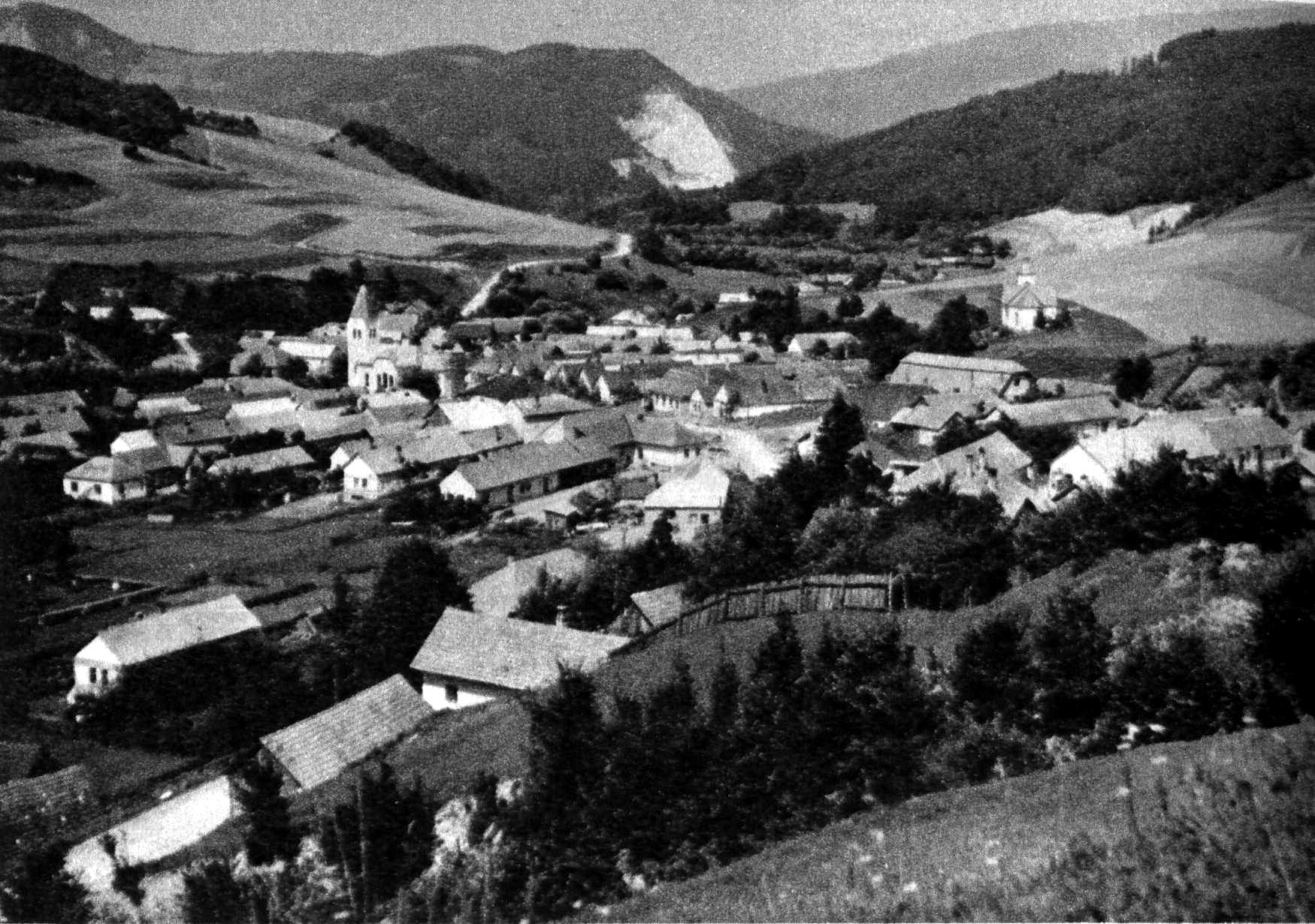
Historische Aufnahme des Dorfes, 1938

Veľký Folkmar wurde zum ersten Mal 1336 als Villa Volkmari schriftlich erwähnt und die Einwohner waren als Köhler, Bergleute und Forstwirte beschäftigt. Anfangs war es ein typisches Dorf, wo zumeist Untertanen des Geschlechts Jekelfalussy lebten. Ende des 15. Jahrhunderts erwarb den Ort das Geschlecht Zápolya, somit wurde er ein Teil des großen Herrschaftsgebiets der Zipser Burg.
Veľký Folkmar war ursprünglich ein von Slowaken und Deutschen bewohntes Dorf, seit dem 18. Jahrhundert ist es ein slowakisches. 1828 sind 84 Häuser und 605 Einwohner verzeichnet.
1992 wurde beim Umbau eines Hauses eine Sammlung von 65 Dukaten aus dem 15. und 16. Jahrhundert gefunden. Heute wird dieser Schatz im Ostslowakischen Museum in Košice aufbewahrt.

## Bevölkerung
| Jahr                | 1994 | 2004    | 2014    | 2024    |
| ------------------- | ---- | ------- | ------- | ------- |
| Anzahl der Personen | 916  | 927     | 909     | 873     |
| Unterschied         |      | +1,20 % | −1,94 % | −3,96 % |

| Jahr                | 2023 | 2024    |
| ------------------- | ---- | ------- |
| Anzahl der Personen | 876  | 873     |
| Unterschied         |      | −0,34 % |

Ergebnisse nach der Volkszählung 2001 (930 Einwohner):
| Nach Ethnie: - 98,39 % Slowaken - 0,22 % Tschechen - 0,11 % Magyaren - 0,11 % Ukrainer | Nach Religion: - 72,37 % römisch-katholisch - 20,37 % evangelisch - 3,12 % konfessionslos - 2,04 % keine Angabe |

## Bauwerke
- römisch-katholische Kirche St. Michael von 1920
- evangelische Kirche von 1927